# Cryptotendipes pflugfelderi
Cryptotendipes pflugfelderi är en tvåvingeart som beskrevs av Reiss 1964. Cryptotendipes pflugfelderi ingår i släktet Cryptotendipes, och familjen fjädermyggor. Arten har ej påträffats i Sverige.